# Square Pétrarque
Le square Pétrarque est une voie du 16e arrondissement de Paris, en France.

## Situation et accès

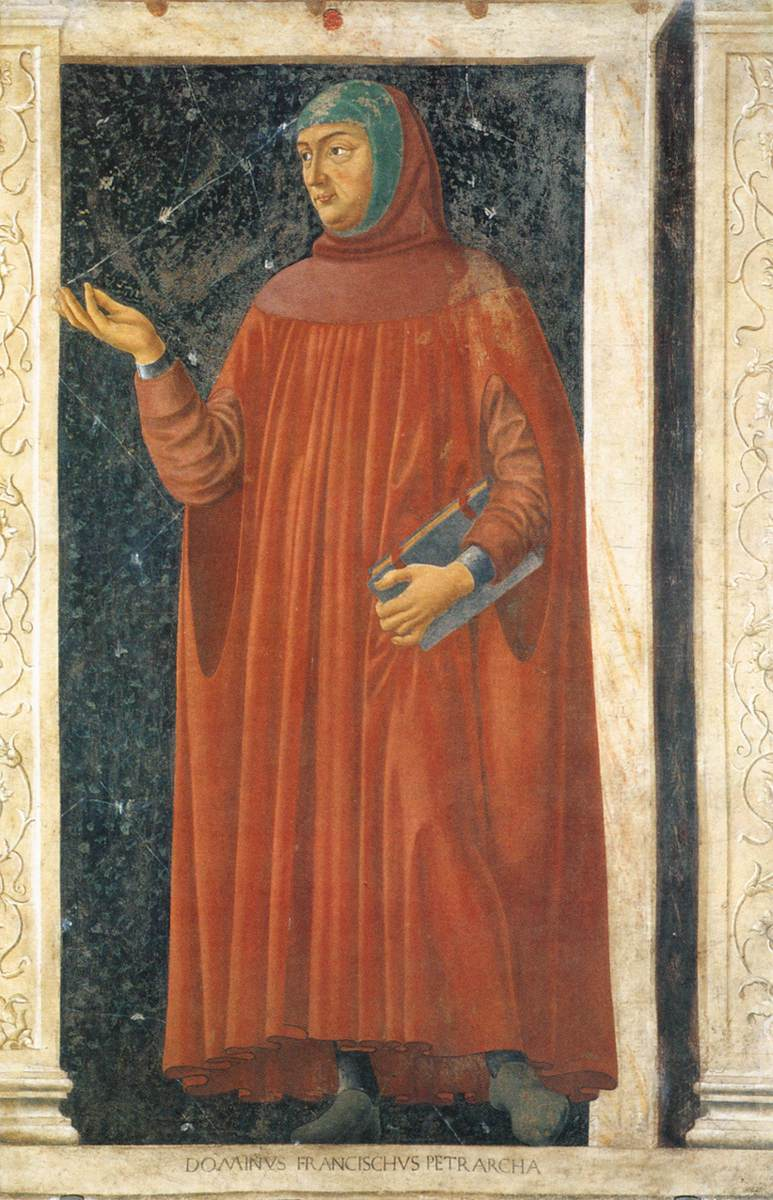
Le poète italien Pétrarque (1304-1374).

Le square Pétrarque est une voie privée de treize immeubles contigus en pierre de taille de deux ou trois étages (pour les numéros impairs et 12, tous avec terrasses[pas clair]) située dans le 16e arrondissement de Paris. Il débute au 31, rue Scheffer et se termine en impasse.
Le quartier est desservi par les lignes 6 et 9 à la station  Trocadéro.

## Origine du nom
Le square doit son nom à la proximité de la rue éponyme, de l’autre côté de la rue Scheffer (il est à noter que le nom du poète italien « Pétrarque » est adopté pour la rue citée en 1864).

## Historique
Cette voie est ouverte sous sa dénomination actuelle en 1927.

## Bâtiments remarquables et lieux de mémoire
- Le couturier Yves Saint Laurent a habité, en 1957, dans un studio du square[2].
- No 6 : en 1926, la marquise de Triquerville inaugure son nouvel hôtel du square par une soirée dansante pour les amis de sa fille, à laquelle sont conviés, notamment, 13 princes et princesses, 3 ducs et duchesses, 10 marquis et marquises, 34 comtes et comtesses, 7 vicomtes et vicomtesses, 14 barons et baronnes[3]... L'industriel Georges Lesieur (1848-1931), des huiles Lesieur, a habité à cette adresse jusqu'en 1931 avec sa fille Simone. Actuellement : clinique de chirurgie esthétique.
- No 11 : le couturier Pierre Orossen (1864-1933), alias Stanislas O’Rossen, a habité à cette adresse[4] dans un hôtel décoré de nombreuses œuvres d’art et de tableaux de Goya[5]. Les nos 11 et 13 sont l'œuvre du même architecte et sont suivis du no 12.

## Sources
- Jacques Hillairet, Dictionnaire historique des rues de Paris, t. 2, Éditions de Minuit, 1985, 1583 p. (ISBN 2-7073-1054-9), p. 265.